# L'Île-Bouchard
L'Île-Bouchard és un municipi francès, situat al departament de l'Indre i Loira i a la regió de Centre – Vall del Loira. L'any 2007 tenia 1.740 habitants.

## Demografia

### Població
El 2007 la població de fet de L'Île-Bouchard era de 1.740 persones. Hi havia 752 famílies, de les quals 272 eren unipersonals (128 homes vivint sols i 144 dones vivint soles), 276 parelles sense fills, 160 parelles amb fills i 44 famílies monoparentals amb fills.
La població ha evolucionat segons el següent gràfic:
Habitants censats

### Habitatges
El 2007 hi havia 940 habitatges, 774 eren l'habitatge principal de la família, 66 eren segones residències i 100 estaven desocupats. 752 eren cases i 186 eren apartaments. Dels 774 habitatges principals, 461 estaven ocupats pels seus propietaris, 291 estaven llogats i ocupats pels llogaters i 22 estaven cedits a títol gratuït; 16 tenien una cambra, 75 en tenien dues, 149 en tenien tres, 243 en tenien quatre i 291 en tenien cinc o més. 404 habitatges disposaven pel capbaix d'una plaça de pàrquing. A 409 habitatges hi havia un automòbil i a 240 n'hi havia dos o més.

### Piràmide de població
La piràmide de població per edats i sexe el 2009 era:
| Homes | Edats   | Dones |
| ----- | ------- | ----- |
| 0     | 95 o +  | 12    |
| 12    | 90 a 94 | 28    |
| 4     | 85 a 89 | 44    |
| 20    | 80 a 84 | 32    |
| 52    | 75 a 79 | 64    |
| 56    | 70 a 74 | 92    |
| 52    | 65 a 69 | 64    |
| 44    | 60 a 64 | 48    |
| 28    | 55 a 59 | 28    |
| 48    | 50 a 54 | 56    |
| 52    | 45 a 49 | 64    |
| 64    | 40 a 44 | 52    |
| 48    | 35 a 39 | 76    |
| 52    | 30 a 34 | 56    |
| 36    | 25 a 29 | 44    |
| 44    | 20 a 24 | 8     |
| 36    | 15 a 19 | 60    |
| 72    | 10 a 14 | 48    |
| 52    | 5 a 9   | 52    |
| 40    | 0 a 4   | 36    |

## Economia
El 2007 la població en edat de treballar era de 936 persones, 663 eren actives i 273 eren inactives. De les 663 persones actives 589 estaven ocupades (310 homes i 279 dones) i 74 estaven aturades (32 homes i 42 dones). De les 273 persones inactives 116 estaven jubilades, 62 estaven estudiant i 95 estaven classificades com a «altres inactius».

### Ingressos
El 2009 a L'Île-Bouchard hi havia 807 unitats fiscals que integraven 1.681,5 persones, la mediana anual d'ingressos fiscals per persona era de 15.920 €.

### Activitats econòmiques
Dels 110 establiments que hi havia el 2007, 1 era d'una empresa extractiva, 4 d'empreses alimentàries, 8 d'empreses de fabricació d'altres productes industrials, 10 d'empreses de construcció, 29 d'empreses de comerç i reparació d'automòbils, 6 d'empreses de transport, 12 d'empreses d'hostatgeria i restauració, 4 d'empreses financeres, 2 d'empreses immobiliàries, 10 d'empreses de serveis, 15 d'entitats de l'administració pública i 9 d'empreses classificades com a «altres activitats de serveis».
Dels 36 establiments de servei als particulars que hi havia el 2009, 1 era una oficina d'administració d'Hisenda pública, 1 gendarmeria, 1 oficina de correu, 3 oficines bancàries, 4 tallers de reparació d'automòbils i de material agrícola, 1 taller d'inspecció tècnica de vehicles, 1 autoescola, 2 paletes, 3 guixaires pintors, 2 fusteries, 2 lampisteries, 1 electricista, 4 perruqueries, 6 restaurants, 2 agències immobiliàries i 2 tintoreries.
Dels 19 establiments comercials que hi havia el 2009, 1 era, 1 un hipermercat, 3 fleques, 3 carnisseries, 3 llibreries, 3 botigues de roba, 1 una sabateria, 1 una botiga de material de revestiment de parets i terra i 3 floristeries.
L'any 2000 a L'Île-Bouchard hi havia 6 explotacions agrícoles.

## Equipaments sanitaris i escolars
El 2009 hi havia 2 farmàcies i 1 ambulància.
El 2009 hi havia 1 escola maternal i 1 escola elemental. L'Île-Bouchard disposava d'un col·legi d'educació secundària amb 197 alumnes.

## Poblacions més properes
El següent diagrama mostra les poblacions més properes.